# Atlantic Cartier
Die Atlantic Cartier war ein ConRo-Schiff der Reederei Atlantic Container Line.

## Geschichte
Das Schiff wurde 1985 auf der Werft Chantiers du Nord in Dünkirchen gebaut und gehörte zu der aus fünf Einheiten bestehenden ACL G3-Serie. Es wurde im Transatlantikdienst der Reederei zwischen Europa und Nordamerika eingesetzt.
1987 wurde das Schiff auf der koreanischen Werft Hyundai Mipo Dockyard in Ulsan um 42,5 Meter verlängert. Dabei wurde das Schiff im vorderen Bereich getrennt und eine zusätzliche Sektion eingefügt. Nach der Indienststellung der neuen G4-Serie zwischen 2015 und 2017 wurden alle Schiffe der G3-Serie und damit auch die Atlantic Cartier zum Abbruch ins indischen Alang verkauft. Die Atlantic Cartier wurde im September 2017 zum Abbruch auf den Strand gesetzt.

### Brand am 1. Mai 2013 in Hamburg
Am 1. Mai 2013 lag das Schiff zur Beladung am O’Swaldkai im Hamburger Hafen. Das Schiff hatte auf mehreren Decks bereits Autos und mehrere hundert Container geladen. Es befanden sich unter anderem 8,9 t des Gefahrguts Uranhexafluorid, etwa 11 t radioaktive Brennstäbe, 3,8 t Munition sowie 180 t Ethanol an Bord. Die Besatzung bestand aus 26 Personen, außerdem befanden sich sechs Personen für Reparaturarbeiten an Bord.
Gegen 19:30 Uhr brach aus ungeklärten Gründen auf einem Fahrzeugdeck mit 70 Neuwagen ein Brand aus, der sich zu einem Großbrand ausbreitete.
Aus mehreren Stadtteilen Hamburgs wurden daraufhin im Laufe der Nacht Einsatzkräfte zusammengezogen, die Hamburger Feuerwehr schaffte schweres technisches Gerät heran. Zwei Feuerlöschboote und drei Hafenschlepper spritzen über Wasserwerfer Wasser aus dem Hafenbecken zum Kühlen von außen gegen die Bordwand. Die Feuerwehrleute an Bord des Schiffes setzten einen unbemannten, ferngelenkten Löschpanzer ein.
Die 33 Container mit Gefahrstoffen konnten vom Terminalpersonal während des Feuerwehreinsatzes geborgen und in sicherer Entfernung auf dem Betriebsgelände gelagert werden. Weil am 1. Mai im Hamburger Hafen nicht gearbeitet wird, fehlte zunächst ein Kranführer.
Uranhexafluorid darf nicht mit Löschwasser in Kontakt kommen, aber nirgendwo in Norddeutschland stand Kohlenstoffdioxid bereit, um auf diese Weise die Flammen zu ersticken. Am 2. Mai um 5:11 Uhr hatte die Feuerwehr den Brand unter Kontrolle, nach 16 Stunden waren die letzten Brandnester gelöscht; Gefahrstoffe traten nicht aus. Von den in Brand geratenen Fahrzeugen wurden zwölf vollständig zerstört.
Bei einem erneuten Anlauf des Schiffes im Hamburger Hafen im August 2013 kam es zu Protesten.

## Technische Daten
Das Schiff wurde von einem Sechszylinder-Zweitakt-Dieselmotor des Herstellers B&W (Typ: 6L90 GB) mit 20.300 kW Leistung angetrieben. Es erreichte eine Höchstgeschwindigkeit von 18 Knoten.
Der Containertransport erfolgte in Laderäumen im vorderen Bereich des Schiffes sowie auf dem mit Cellguides ausgerüsteten offenen Deck. Weitere Container konnten in dem für RoRo-Ladung vorgesehenen Bereich gestaut werden. Die Containerkapazität des Schiffes betrug zunächst 2.157 TEU. Nach der Verlängerung des Schiffes erhöhte sich die Containerkapazität auf 2.908 TEU. Die Laderäume für RoRo-Ladung wurden über eine Heckrampe mit einer Tragfähigkeit von 420 Tonnen erreicht.